# Vocoder
Een vocoder (voice encoder) wordt voor twee verschillende doeleinden toegepast.
Een vocoder analyseert het spectrum in de aangeboden stem, en past deze spectrale eigenschappen toe op een tweede signaal, dat bijvoorbeeld door een synthesizer geleverd wordt. Dit kan resulteren in een robotstem die metaalachtig en monotoon klinkt. De groep Kraftwerk gebruikt vaak vocoders om stemmen in hun muziek elektronisch te laten klinken. Het is een populair effect in electro. Al eerder, in 1972, componeerde en nam Wendy Carlos de soundtrack op van de film A Clockwork Orange van Stanley Kubrick. Hierin vertolkte zij haar versie van de Negende Symfonie van Beethoven. Voor het eerst werd bij deze opname voor de door de zangeres en producer Rachel Elkind ingezongen stemmen gebruik gemaakt van een spectrum follower, het prototype van een vocoder.
Een vocoder wordt ook toegepast bij telefoonverbindingen om efficiënter van de beperkte bandbreedte van telefoonverbindingen gebruik te maken. Zulke vocoders worden toegepast in bijvoorbeeld gsm's.

## Werking
Bij een vocoder is meestal sprake van twee signalen: een carrier (doorgaans een synthesizerklank) en een modulator (vaak een menselijke stem). De modulator wordt eerst opgesplitst in een serie frequentiebanden (afgebakende gebieden uit het spectrum). Dit gebeurt door een serie banddoorlaatfilters waarvan ieder filter zijn eigen frequentie heeft. Vervolgens wordt het niveau van iedere frequentieband gemeten.
Tegelijkertijd wordt het carriersignaal overeenkomstig opgesplitst in frequentiebanden. Het niveau dat van iedere frequentieband van de carrier komt wordt gemoduleerd (beïnvloed) door het gemeten niveau van de corresponderende banden van het modulatorsignaal. Tot slot worden alle banden van de carrier bij elkaar opgeteld.
De niveaus van de frequentiecomponenten van de carrier worden dus gemoduleerd door die van de modulator. Anders gezegd: de carrier krijgt dezelfde spectrale eigenschappen als die van de modulator. Het aantal frequentiebanden bepaalt daarbij de nauwkeurigheid. De verstaanbaarheid wordt daarnaast ook nog bepaald door de spectrale inhoud van de carrier; een carrier waarin bepaalde frequenties niet voorkomen zal deze na modulatie nog steeds niet hebben.
Hoewel de toonhoogte van het modulatorsignaal verloren gaat, zullen de formanten en dus de klankkleur overeind blijven tijdens het proces. Een voorwaarde hiervoor is wel dat het modulatorsignaal in een voldoende aantal banden wordt opgesplitst en de frequenties van de formanten binnen hetzelfde bereik vallen als die van de banden. Een gangbaar aantal is tussen 12 en 20. Door de hoogste frequentieband van de modulator rechtstreeks aan het uitgangssignaal toe te voegen, wordt de verstaanbaarheid van medeklinkers verbeterd.
Overigens hoeven de frequenties van de banden van de carrier en de modulator niet gelijk aan elkaar te zijn. Door hier verschillen in aan te brengen ontstaan formantverschuivingen.
Een primitieve variant van de vocoder is de Talkbox (ook wel bekend als Jappiotube), waarin een muzieksignaal door een slang in de mond van de muzikant gebracht wordt, waar het op natuurlijke wijze gearticuleerd wordt. Een voorbeeld van het gebruik hiervan is te vinden in het nummer "Show Me the Way" van Peter Frampton.

## Geschiedenis
De eerste vocoder stamt al uit het jaar 1939. Hij is uitgevonden door Homer Dudley, werkzaam bij Bell Labs, om efficiënter gebruik te maken van de beperkte bandbreedte van telefoonverbindingen. In 1943, tijdens de Tweede Wereldoorlog werd Dudleys vocoder gebruikt in het sigsaly-systeem waarmee militaire telefoonverbindingen zodanig werden gecodeerd (digitaal) dat een vijandige afluisteraar het gesprek niet kon verstaan (scrambling). Het sigsaly-systeem dat onder andere werd gebruikt door Churchill en Roosevelt, is nooit gebroken.